# Francisco Nunes de Siqueira
Francisco Nunes de Siqueira, natural de São Paulo, foi chamado o Redentor da Pátria. Filho de Antonio Nunes inventariado em 1641, e de Maria Maciel. Casou com Maria Pires, batizada em São Paulo em 1641, filha do velho João Pires, o chefe do partido contra os Camargos.
A respeito dele, escreveu Pedro Taques de Almeida Paes Leme na «Nobiliarquia Paulista»: "Deu-se aos estudos de gramática latina, e aproveitando-se desta língua inclinou-se a lição dos livros forenses e ordenações do reino, em que teve bom aplauso entre os doutos do seu tempo, o que lhe serviu para saber governar a república, e administrar a justiça nas vezes que teve o pesado emprego de juiz ordinário. »
Como aparentado dos Pires, pois era genro de João Pires, teve papel na guerra desencadeada por Fernão de Camargo, o Tigre. Diz Taques: «Nas civis guerras entre Pires e Camargos, tendo remetidas as devassas de tantas mortes e insultos que havia tirado o Dr. ouvidor geral da repartição do Sul no ano de 1653 João Velho de Azevedo para a relação da Bahia, foi eleito Francisco Nunes de Siqueira para passar a esta cidade com a comissão de agente e de procurador bastante da família dos Pires, e de tal sorte soube manejar a sua dependência, que ao seu grande zelo, atividade e diligência se deve o alvará que concedeu o conde de Atouguia, D. Jerônimo de Ataíde, governador geral do Estado em 24 de Outubro de 1655, a favor das duas opostas famílias de Pires e Camargos; e estes receberam maior beneficio pelo perdão geral em nome da majestade às culpas que lhes resultavam as ditas desavenças, pelas quais estavam compreendidos em pena capital, o que tudo se vê do mesmo alvará. Por esse merecimento lhe tributou a pátria, quando se recolheu a ela (vindo da Bahia no dia 25 de Dezembro do mesmo ano de 1655), uma obsequiosa lembrança, fazendo-o retratar com verdadeira efígie, do mesmo modo com que fez a sua pública entrada, que foi a cavalo, vestido de armas brancas em sela jerônima, com lança ao ombro, bigodes a fernandina porque, saído da Bahia por caminho de serra e sertão chegou em breve tempo à pátria, como se vê da data do alvará em 24 de Novembro, na Bahia; e a sua entrada em S. Paulo foi a 25 de Dezembro, vencendo em 30 dias uma jornada que só podia fazer em 2 ou 3 meses. A esse retrato de Francisco Nunes de Siqueira se via a epígrafe que dizia - Redentor da Pátria".
As verdadeiras motivações e agentes ativos na 1ª Guerra Civil Brasileira, na Vila de São Paulo de Piratininga, entre os partidos paulistanos dos Pire's x Camargos, tiveram sua arquitetura revelada à luz da moderna historiografia de eventos subsequentes e análogos em outras partes do mundo envolvendo a "ordem jesuíta", apontada como conspiradora e a causadora de todos os prejuízos causados à Paulicéia do período Seiscentista. 
A causa primária da contenda foi política, e teve sua raiz na irresponsável atuação dos jesuítas seiscentistas (nada angelicais quanto os quinhentistas!, de suprimir a estratégica mão-de-obra domesticada dos índios nas lavouras paulistanas, que representava o progresso e expansão paulistana (incluindo os índios e suas famílias), sob a alegação ideológica e pseudo-espiritual de "supressão de liberdade", facultando assim aos índios naturalmente indolentes, a opção absentista de não trabalhar. Os jesuítas tinham a obrigação de conhecer o conceito dO Evangelho que diz: "Quem não trabalha, também não coma"! Mas não, porque ali já se manifestava a precoce ideologia imperialista dos séculos posteriores, com o objetivo de estancar o progresso da sociedade bandeirante, que desabrochava e incomodava com a sua afamada valentia e potentado, o assédio invasor dos colonialistas castelhanos, franceses, ingleses, holandeses e judos-negreiros, sob a complacência dos reis da dinastia de Bragança, inimigos da independência paulistana aforada e legada pelo Rei D. João III O Piedoso, da legítima Dinastia de Avis, aos povoadores cristãos vicentinos-paulistanos. Narrativa completa em In A Paulicéia Histórica e Genealógica Alan de Camargo: CAP. FRANCISCO NUNES DE SIQUEIRA "O Redemptor da Pátria" (pauliceias.blogspot.com)
Seus irmãos foram João, Antônio, Francisco e Manuel, Catarina menores à época da morte de seu pai Antonio Nunes; Catarina de Mendonça (morta em 1671), foi depois casada com Pedro Gonçalves Varejão. Licenciado em Direito, foi almotacel na vila de São Paulo em 1650, juiz ordinário em 1653 e procurador da Coroa em 1666.
Ver o resultado da guerra e ler o alvará de concórdia de 1655 no verbete sobre José Ortiz de Camargo.
Faleceu Francisco Nunes de Siqueira em 1681, deixando três filhos.
- 1 - Simão Nunes de Siqueira, casado com Juliana de Oliveira, filha de Tristão de Oliveira Lobo e de Maria Pedroso. Morto em 1702 em Santana do Parnaíba.
- 2 - Maria Nunes de Siqueira, casada com Paulo da Costa Pimentel, falecido em 1680, f.º de Fructuoso da Costa e de Sebastiana Pimentel.
- 3 - Ana Maria de Siqueira, casada com Luís da Costa Rodrigues, irmão de Brás da Costa.

1. ↑  «A História Secreta dos Jesuítas – Edmond Paris». Le Livros. Consultado em 12 de fevereiro de 2021